# Гиллиг, Якоб
Якоб Гиллиг (нидерл. Jacob Gillig; ок. 1636 года, Утрехт, Нидерланды — 24 июля 1701 года, там же) — нидерландский живописец, известный в первую очередь своими «рыбными» натюрмортами. Жил и работал в период т. н. «Золотого века голландской живописи».

## Жизнь и творчество
Писать свои полотна Якоб Гиллиг начал относительно поздно, уже после того, как ему исполнилось двадцать лет. Большинство его натюрмортов изображают морских или речных рыб, соответственно материал для этих произведений мастер находил на рыбном рынке Утрехта, где часто работал и торговал рыбой. Был «свободныи художником», не вступив в гильдию св. Луки, объединявшую живописцев Утрехта. Служил также сторожем в городской тюрьме Утрехта, находившейся рядом с рыбным рынком.
Позднее также занимался портретной живописью.
Якоб Гиллиг был женат на дочери живописца Абрахама Вилларта (с 1661 года).

## Галерея

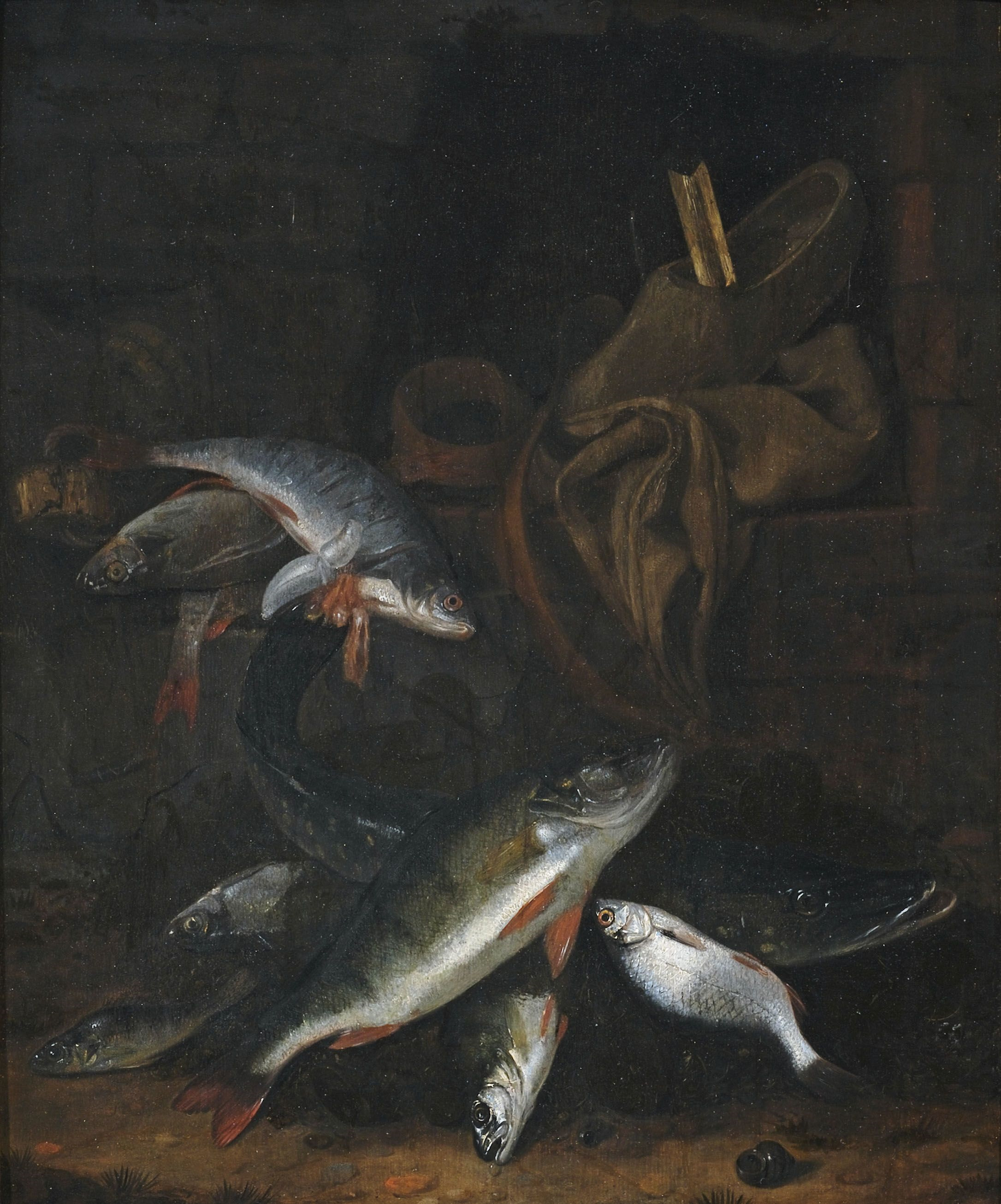
Натюрморт с рыбами и сетью (1688)
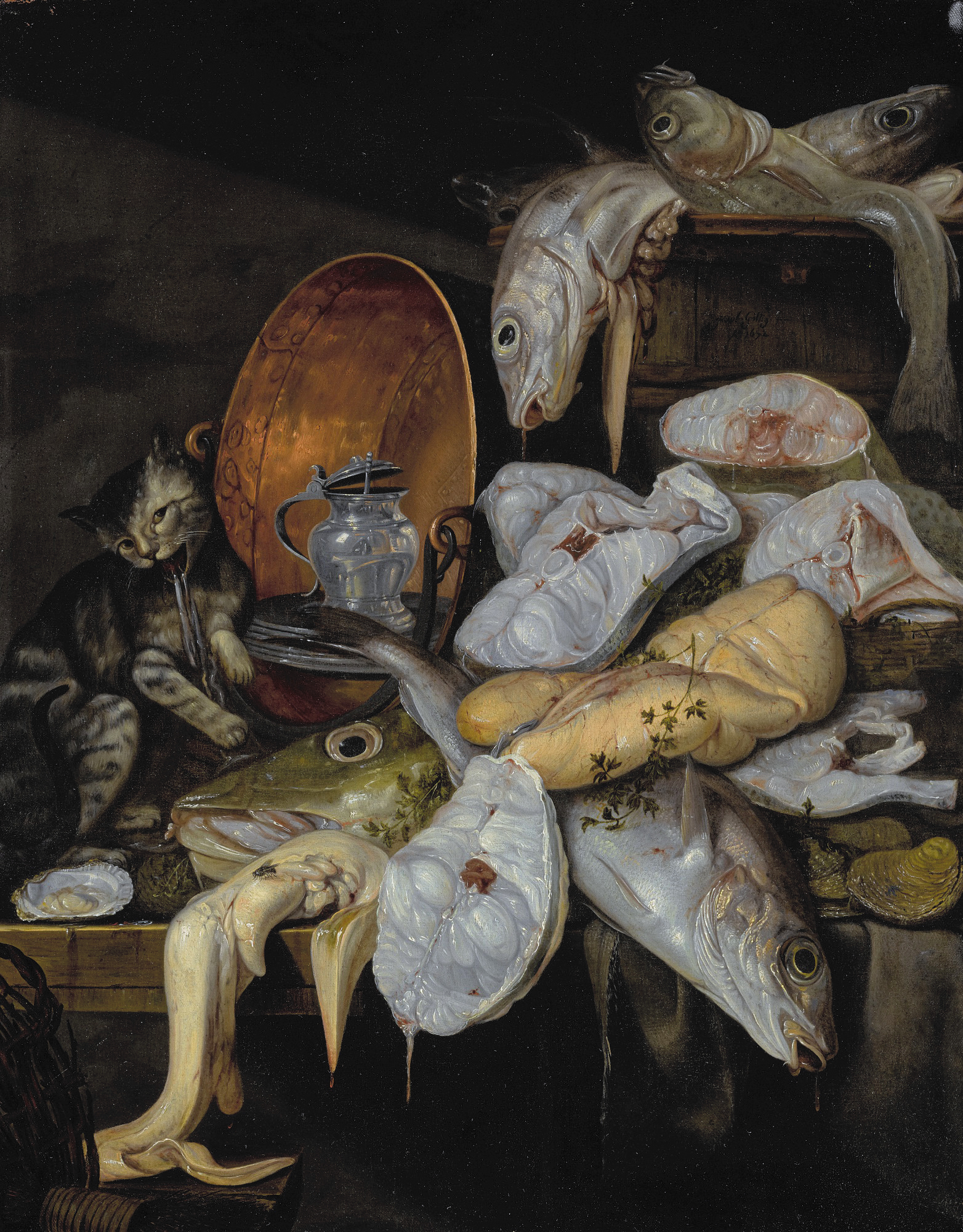
Рыбный натюрморт с кошкой (1672)
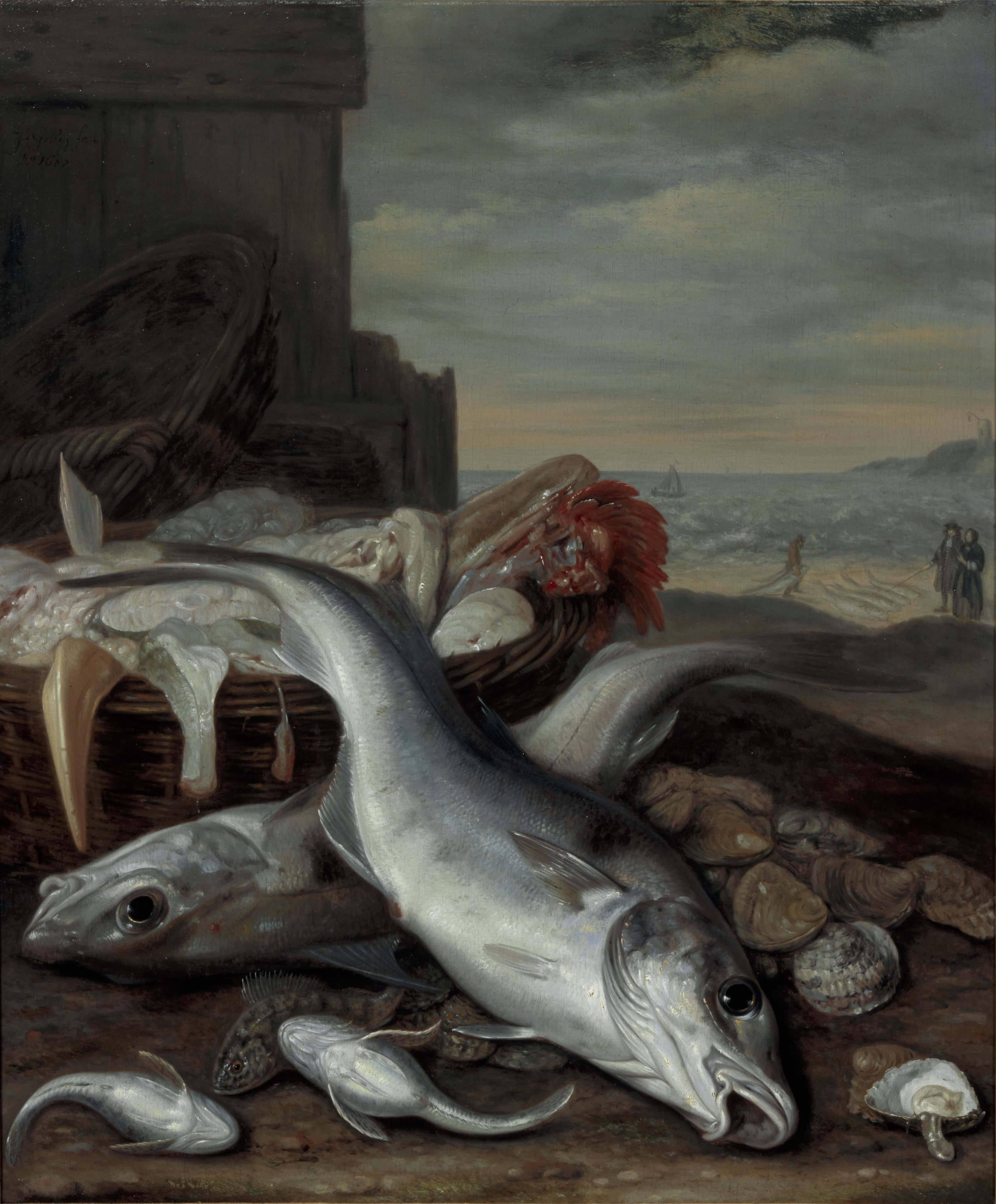
Натюрморт с рыбой и устрицами (1687)
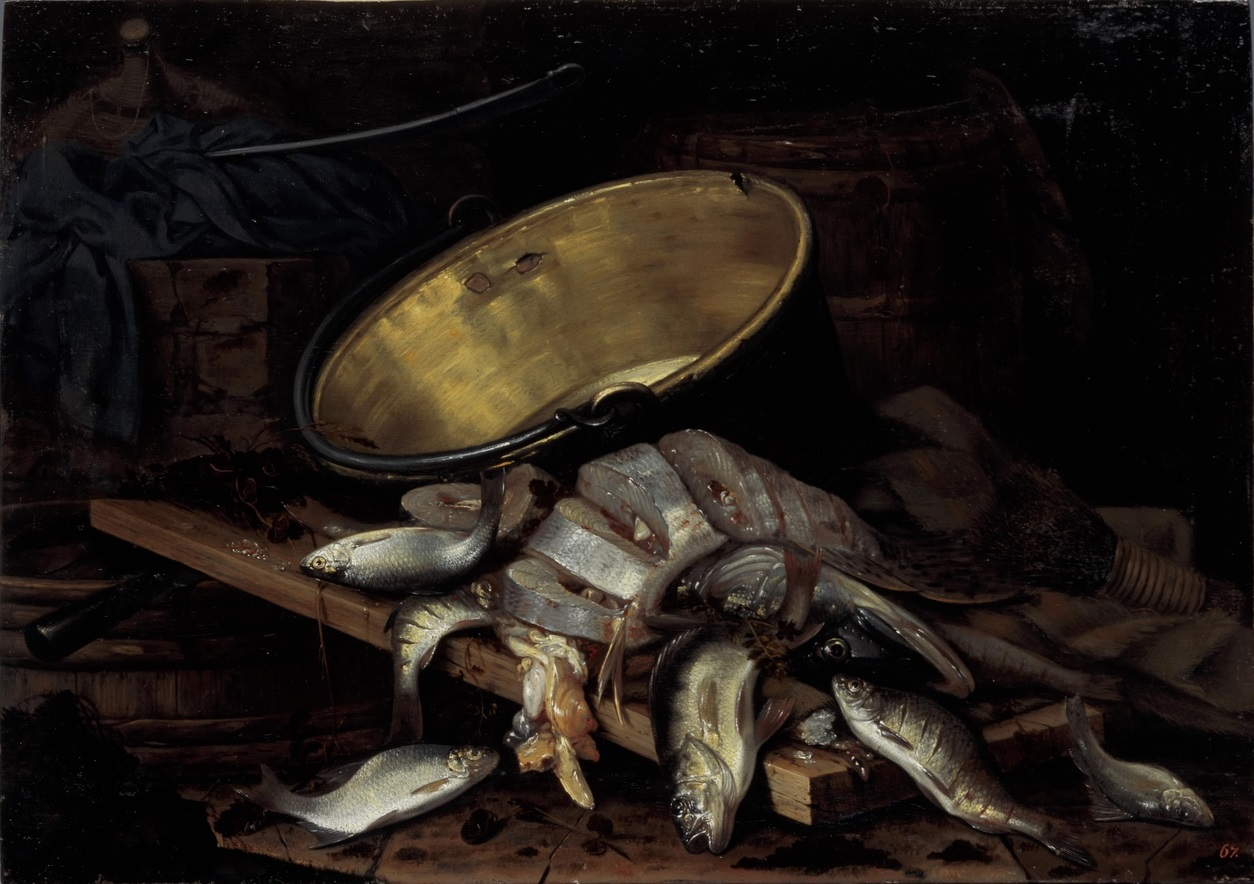
Натюрморт с рыбами (1678)
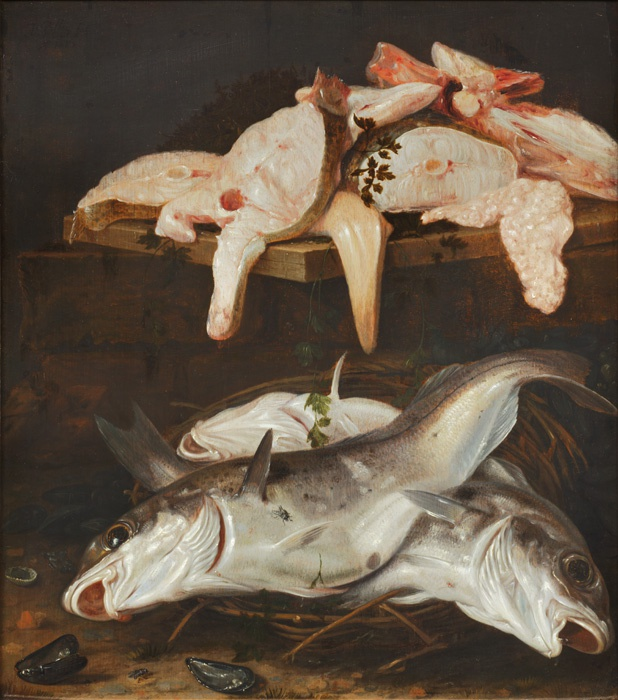
Натюрморт с тремя рыбами в корзине и гусём (1682)